# Parkdammen
Parkdammen är en sjö vid Tunarp i Mullsjö kommun i Västergötland och ingår i Göta älvs huvudavrinningsområde. Parkdammen tillhör Tunarps säteri som har ridkurser och boende. Vi säteriet ligger en kvarn och den uppdämda Kvarndammen.